# Korosten
Korosten (ukrainska: Коростень lyssna (fil), historiskt även: Iskorosten, polska: Korosteń) är en stad i Zjytomyr oblast i norra Ukraina. Staden ligger vid floden Uzj, cirka 77 kilometer norr om Zjytomyr. Korosten beräknades ha 61 496 invånare i januari 2022. Iskorosten var drevljanernas huvudstad. 
Enligt folkräkningen 1926 utgjorde judar då majoriteten av befolkningen i Korosten. Den judiska befolkningen utplånades mellan augusti och september 1941 under ockupation av tyska trupper.

## Mordet på Igor I
Igor I av Kievriket blev brutalt mördad i Iskorosten (nuvarande Korosten), då han skulle samla in skatt från drevljanerna år 945 och begravdes i skogen utanför byn Moguilno nära Iskorosten. Enligt Nestorskrönikan hämnades Olga av Kiev sin man Igors död genom flera fälttåg mot drevljanerna. Drevljanerna sände tjugo av sina bästa män, vilka försökte få henne att gifta sig med deras furste, prins Mal, så att de genom Mal fick makten över Kievriket. Olga, fast besluten att behålla makten för att ge den vidare till sin son, lät bränna dem levande. Krönikan nämner liknande grymma avrättningar hon skulle ha utfört, varpå hon förstörde deras huvudstad Iskorosten och kuvade dem definitivt 946. Kort därpå försvann drevljanerna ur historien.

## Bilder

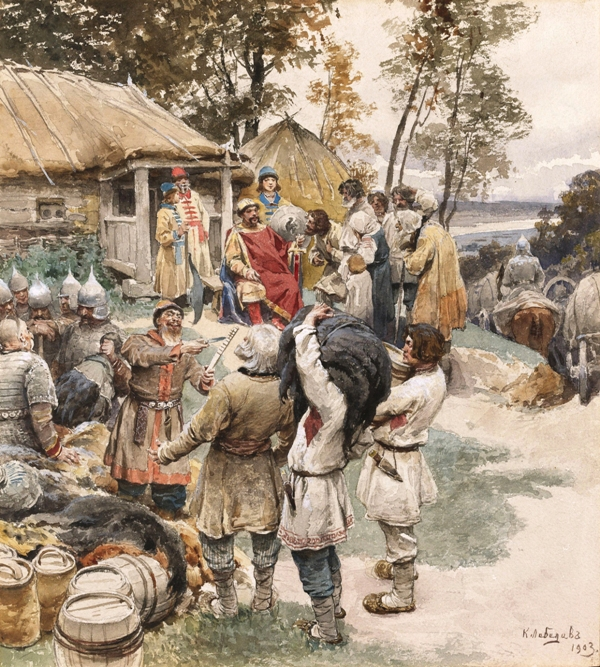
Igor av Kiev utmäter skatt från drevljanerna, målning av Klavdij Lebedev (1852–1916).
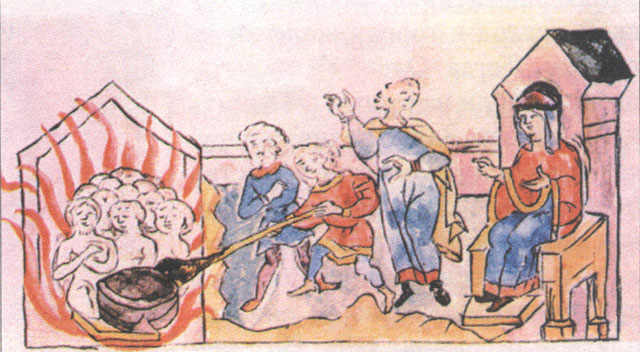
Olgas hämnd för mordet på sin make, storfursten Igor I.